# KBCニュースプラザ
『KBCニュースプラザ』（ケイビーシーニュースプラザ）は、1978年4月10日から1989年3月31日まで九州朝日放送（KBCテレビ）で平日夕方に放送されていた福岡県向けのローカルワイドニュース番組である。放送時期により「KBC6ニュースプラザ」、あるいは「ニュースプラザKBC」と表記されたことがある。

## 概要
九州地方のローカルワイドニュースは、1975年3月31日から2003年6月27日までに先発局のRKBテレビが『RKBニュースワイド』を、さらに1976年から1982年10月1日まで福岡放送が『FBSニュースリポート』を放送しており、いわば、両社の後追いという形で、この『KBCニュースプラザ』をスタート。開始当初は主婦を意識したニュース番組を制作したが、キャスターが荒木貢に替わってからは報道色の強い番組となった。放送時間は月曜 - 金曜 18:00 - 18:25で、のちに18:30までに延長された。
1985年4月1日から1987年10月16日まではテレビ朝日発の全国ニュース『ANNニュースレーダー』を内包するようになり45分番組に拡大（のち1987年3月30日からは50分番組に拡大された）、1986年9月29日から福岡のニュースは18:20放送開始となった。1987年10月19日からは30分番組に戻り、19:20から全国ニュースは『ニュースシャトル ANN』として分離され放送した。
1985年4月6日から1988年3月26日までは土曜日のみ『ANNニュースレーダー』から続いて18:45 - 19:00に『KBC土曜ニュースプラザ』として放送された。
番組は11年間にわたって放送されたが、1989年春の改編を機に終了。替わって後継番組の『KBCニュース ハーツトゥハーツ』がスタートした。

## 出演者

### 歴代キャスター
- 壱岐一郎
- 荒木貢
- 横野英雄
- 松井伸一

松井のみアナウンサー、ほかは報道部記者・ニュースデスク

### 歴代アシスタント
- 尾上真智子
- 久村洋子
- 上野敏子
- 吉永千文